# História de Cubatão
História de Cubatão, município do estado de São Paulo.

## Antiguidade
É ponto pacífico entre os estudiosos que a região do atual município de Cubatão foi ocupada, há pelo menos 7000 anos, pelo chamado Homem do Sambaqui: eram grupos seminômades, que tinham sua vida cotidiana ligada ao mangue, donde tiravam sua subsistência, marcada por siris, conchas bivalves, berbigões e peixes, os quais aproveitavam para desenvolver sua manufatura de peças mistas – líticas e orgânicas – caracterizadas por ferramentas de pedra polida (do Mesolítico), adornos e outros equipamentos.
Sua principal característica, que dá nome ao grupo, é o fato de serem construtores de sambaquis – palavra indígena que significa TAMBA-A-AQUI: "monte de conchas"; os sambaquis não eram o local de moradia desse grupo; eram simplesmente os "lixões" onde eram depositadas as sobras da alimentação, as carcaças dos crustáceos e as ossadas de peixes e pequenos mamíferos que serviam de alimento; por motivos desconhecidos, passaram a abrigar enterramentos humanos, sendo que a intempérie dissolveu as camadas superiores do sambaqui, fazendo uma petrificação por cálcio dos esqueletos imersos no núcleo do sambaqui, conservando-os, e a seus adornos funerários, pelos milênios.
No século XIX, esses monumentos pré-históricos foram visitados pelo imperador Pedro 2.º, exímio naturalista, que deles se encantou; no século XX, foram alvos de estudos por parte da Universidade de São Paulo (a USP), e atraíram inclusive a atenção de Paul Rivet, o lendário Diretor do Museu do Homem de Paris, e "pai" da moderna Antropologia americana. Na disputa pela ocupação do espaço do litoral, há aproximadamente 1.000 anos, os índios, oriundos do Planalto Brasileiro, desceram a Serra do Mar e se estabeleceram temporariamente na Baixada, donde retiravam peixe e sal; neste estabelecimento, faziam diversas viagens entre o Planalto e o Litoral, e abriram diversos caminhos na Muralha do Atlântico que, segundo se fala, iam do litoral até a Cordilheira dos Andes. O mais conhecido desses caminhos era o Caminho do Piaçaguera de cima, que desse lugar subia a Serra pelo secular trilho dos Goianases, no Vale do Ururaí (atual Mogi). Descendo a Serra do Mar, os índios ocuparam a região e exterminaram (ou absorveram) o grupo do Homem do Sambaqui.
Embora haja provas abundantes da ocupação indígena, deles temos poucas informações, exceto aquelas que nos são outorgadas pelos invasores portugueses; sabemos, grosso modo, que foram testemunhas das expedições pré-coloniais e da chegada da expedição colonizadora de Martim Afonso de Sousa.

## Século XVI
O primeiro documento oficial que cita Cubatão é a Carta de Doação de Sesmaria, passada por Martim Afonso em 10 de fevereiro de 1533, onde ele concede a Rui Pinto as terras do Porto de "Apiaçaba", e as terras situadas "na Barra do Cubatão", entre os rios Ururaí e Perequê. Em 4 de março, Martim Afonso doa outra sesmaria a Francisco Pinto (irmão de Rui Pinto), sesmaria que ia do Rio Perequê ao Rio das Pedras.
Em 1556, durante o Governo Geral, foi doada a Antonio Rodrigues de Almeida uma sesmaria cujas terras partem do rio das Pedras, até o rio Pilões; essa sesmaria foi adquirida em 1643 pelos padres da Companhia de Jesus, sendo o embrião da Fazenda Geral dos Jesuítas, também chamada de Fazenda Geral do Cubatão. As terras jesuíticas margeavam o rio Cubatão, o que lhes dava controle sobre a navegação fluvial que ligava a escarpa da Serra do Mar e o Porto de Santos: em realidade, com o tempo, os jesuítas passaram a controlar o comércio (essencial) entre o Planalto e os corredores de exportação e importação – os jesuítas tiveram a brilhante ideia de cobrar pela passagem fluvial, além de alugar botes e canoas que faziam a passagem entre a Ilha de Goiaó e o Cubatão.

## Século XVIII
Os comerciantes da Vila de Santos foram os primeiros a reclamar dessa cobrança, e a Câmara da Vila de Santos enviou Ofício ao Rei de Portugal, mas tudo foi em vão: desde 1745, os jesuítas solicitavam permissão preventiva para a cobrança; mesmo após a Reforma Pombalina, que expulsa os jesuítas de todo o Império Português, em 1759, Cubatão é a primeira Alfândega do Brasil, cobrando impostos de passagem dos bens e produtos que sobem ou descem a Serra do Mar.
A própria existência de uma Alfândega já era sinal do desenvolvimento acelerado da antiga Capitania de São Vicente, agora chamada de São Paulo: o desenvolvimento da vila de São Paulo de Piratininga, acelerado, gerava necessidades e riqueza, nas expedições de caça ao índio e de prospecção dos Bandeirantes; em vista disso, desde 1560, o governador-geral Mem de Sá, julgando o Caminho dos Goianases muito inseguro, por estar infestado de índios hostis aos portugueses, mandara que ele fosse abandonado, e que fosse utilizado o chamado Caminho do Padre José, no Vale do Rio Perequê, também chamado de "Estrada do Cubatão Geral".
Porém, no século XVIII, D. Maria I, Rainha de Portugal envia ao Brasil o fidalgo Bernardo José Maria de Lorena, Conde de Sarzedas, como Governador da Capitania de São Paulo. Lorena, assombrado com o desenvolvimento da Capitania, não aceitava a existência de um caminho de serra tão escarpado e dificultoso quanto o Caminho do Padre José; aproveitando a estada do Real Corpo de Engenheiros, veteranos da reconstrução de Lisboa após o terremoto de 1790, e incumbidos da delimitação do Tratado dos limites do Brasil com a América Espanhola, Lorena se propõem a construir uma estrada calçada de pedra pela Serra do Mar, no trecho entre o Rio das Pedras e o Rio Cubatão.
Essa obra, pelo seu ineditismo e sua grandeza, ficou conhecida como "Calçada do Lorena", com 8.000 metros de extensão e 3 metros de largura, toda calçada em pedra. Lorena escrevia assim seu nome na História, sendo o mentor daquela que fora, em sua época, a estrada mais moderna da América. A Calçada do Lorena prosseguiu em sua importância, pois passa, em 1822, a ser a "Estrada da Independência": é por ela que trafega o Príncipe D.Pedro, em sua histórica jornada de 7 de setembro, quando parte de Santos, da casa de José Bonifácio, passa pelos ranchos no atual Largo do Sapo em Cubatão e se dirige a São Paulo, quando é interceptado, nas margens do Ipiranga pelo mensageiro real. Por pouco, a Independência não é proclamada em solo cubatense.

## Século XIX

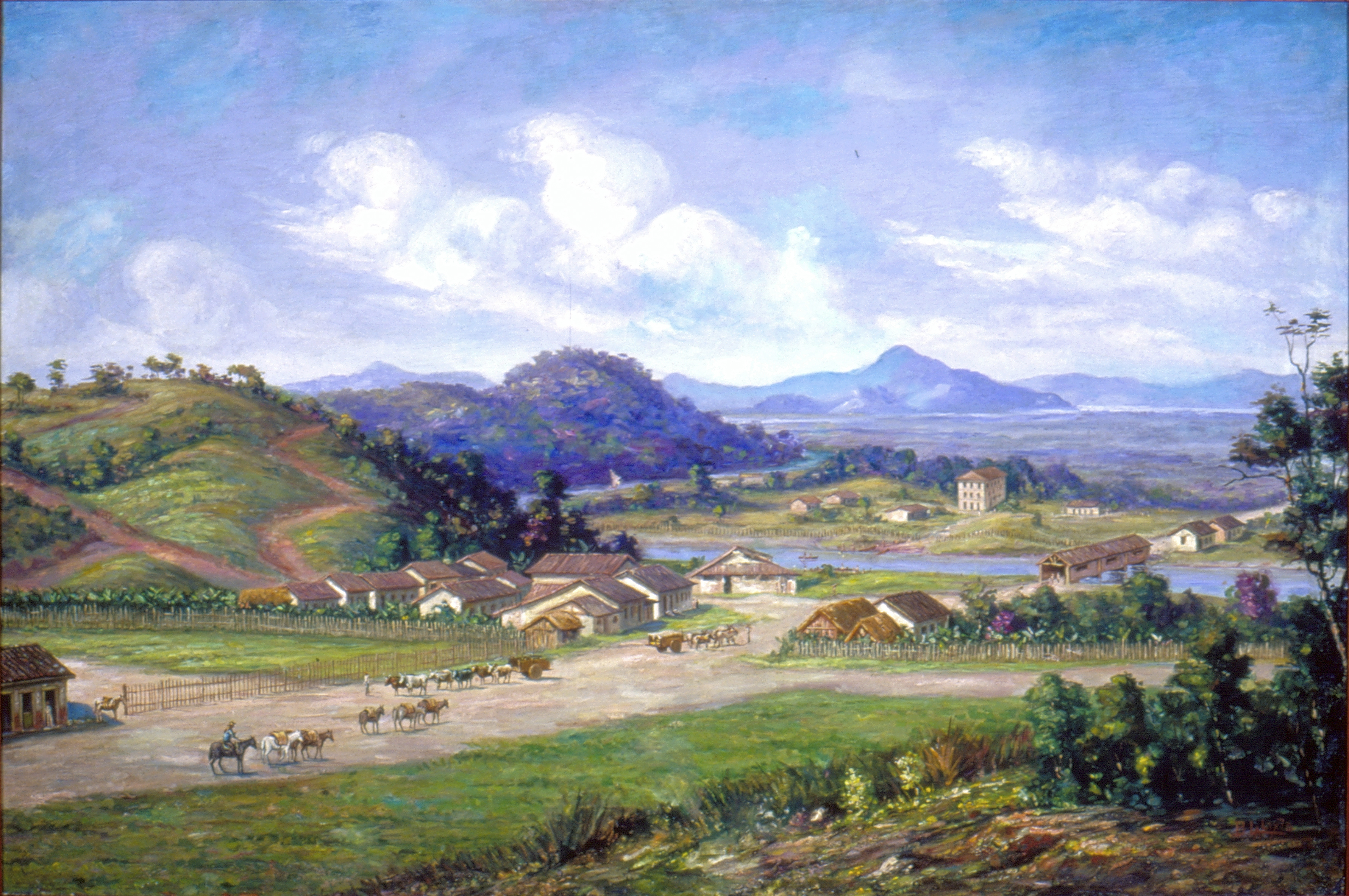
Cubatão no século XIX, por Benedito Calixto.

Em 1803, em decreto de 19 de janeiro, o Governador da Capitania, Antonio José de Franca e Horta, numa política de povoamento e desenvolvimento da Capitania, ordena a edificação do Povoado de Cubatão, na extinta Fazenda dos Jesuítas, entre os rios Capivari e Santana, na margem direita do rio Cubatão; se alguém mereceria o epíteto de "fundador" seria Franca e Horta: é dele a iniciativa de formar o povoado. Em Edital de 22 de agosto, ele convida famílias de Iguape para povoarem Cubatão.
Mas somente em 17 de janeiro de 1819, em pleno Período Joanino, cinco famílias da Ilha dos Açores vêem para Cubatão: são os famosos "cinco Manuéis" – Manuel Espíndola Bittencourt, Manuel do Conde, Manuel Correia, Manuel Gomes e Manuel Antônio Machado, que segundo consta, não seria "Manuel", mas simplesmente Antonio Machado – o erro seria de transcrição do nome, e permaneceu na História de Cubatão. A riqueza de Cubatão, seu solo, foi explorada pelos portugueses na forma de seu produto mais tradicional: a banana.
Em 1827, para facilitar o escoamento de produtos que desciam ou subiam a Calçada do Lorena, foi inaugurado um aterrado, que ligava Santos à Cubatão; esse aterrado é a origem da atual Avenida Nove de Abril, pois dá início à Calçada do Lorena, no Largo do Sapo, no local hoje marcado por uma mureta verde e branca.
Em 12 de agosto de 1833, a Regência Trina Permanente, instituída após a abdicação de D.Pedro I, sanciona a Lei n. 24, que elevava o Porto Geral de Cubatão à categoria de município, desmembrando-o de São Vicente; mas a penúria em que se encontra o Povoado, faz com que a autonomia seja tolhida pela Lei Regencial n.167, de 1o. de março de 1841, que incorpora o Povoado de Cubatão à cidade de Santos.
Em realidade, o marasmo que toma conta do povoado, justifica a atitude; poucas informações se fazem deste momento, ficando atreladas às duas visitas do Imperador D. Pedro II: a primeira em 1846, quando é inaugurada a "Estrada da Maioridade", o antigo Caminho do Vergueiro; até hoje, com sucessivos melhoramentos, ela é conhecida como Estrada Velha de Santos. Em 1992, um temporal faz com que parte de seu piso asfáltico ceda, e dê origem a uma cratera de nove metros; assim, ela é fechada ao público, permanecendo assim até nossos dias.
A segunda visita do Imperador ocorre em 1876, quando D.Pedro II visita os sambaquis da Ilha dos Casqueirinhos, atualmente área da COSIPA.
Nesse meio tempo, em 1867, é inaugurada a Estrada de Ferro São Paulo Railway, que corta o povoado e sobe a Serra do Mar – seu objetivo era trazer do interior de São Paulo a riqueza do café, embarcada pelo Porto de Santos.
A situação do povoado é tão modorrenta, que pouco temos conhecimento do cotidiano do final do século XIX; porém, na esteira da liberdade e do abolicionismo santista, Cubatão abriga quilombos e negros fugidos – no Vale do Rio Mogi subsistiriam as ruínas de um antigo quilombo e de um engenho de açúcar. A evolução da cidade de Santos acaba segregando Cubatão como um bairro distante da Sede do Município, abrigando no Cemitério de Cubatão inclusive o Cemitério Israelita, o qual, acredita-se, sepultava os despojos das "polacas" – prostitutas judias trazidas da Europa Oriental.
Embora durante a República Velha, a riqueza do Brasil tenha sido o café, trazido pelos trilhos da "ingleza" que atravessa Cubatão em direção ao Porto de Santos, no bairro a riqueza é personificada pela banana – na fruta tropical uma atividade lucrativa, e durante muito tempo é a maior riqueza da terra, facilmente exportada pelos trens para Santos e outras localidades. Até hoje o brasão da cidade mantém essa herança, simbolizada nas duas folhas de bananeira que o ladeiam, assim como qualquer passante desavisado pode notar pelas ruas e terrenos da cidade. A bananicultura foi introduzida em Cubatão por Henrique Muniz de Gusmão Brunken (avô de Afonso Schmidt); além da bananicultura, outra fonte de renda era a extração de areia e pedras.
No final do século XIX, surgem diversos pequenos curtumes em Cubatão; em 1895, se instala a Companhia Curtidora Max, que no século XX é adquirida pela Costa Muniz, posteriormente se dedicando a produzir cintos, mangueiras, correias, fios e cordas de couro. A Cia. Max é a primeira grande indústria a se instalar na região de Cubatão, mas é seguida, em 1916, pela Companhia Anilinas de Productos Chimicos do Brasil, que se instala em vasta gleba, no centro do povoado (na atual avenida 9 de abril); ela produz até 1964 tintas, vernizes e outros compostos, mas não é a grande absorvedora de mão de obra: em 1918, se instala numa das falhas da Serra do Mar, a Companhia Santista de Papel, numa área em que se possa construir uma usina hidrelétrica, em vista da abundância de recursos hídricos e a proximidade tanto do Porto de Santos, quanto da capital – São Paulo. Essa industrialização traz forasteiros e um progresso acelerado para a região.

## Século XX
Em 1922, comemorando o Centenário da Independência do Brasil, o Presidente do estado de São Paulo, Washington Luiz de Souza, manda construir ranchos na Estrada da Maioridade, que evoquem a importância histórica da região; entrega a responsabilidade dos projetos a Victor Dubugras e a responsabilidade dos azulejos a J. Wasth Rodrigues. São construídos seis monumentos: o Cruzeiro Quinhentista, único na Planície, que marca o cruzamento dos caminhos indígenas e o início da Calçada do Lorena e do Caminho do Mar; o Pouso do Paranapiacaba, o Rancho da Maioridade, o Monumento do Pico, o Pouso Circular (ou Belvedere) e o Padrão do Lorena, no encontro entre o Caminho do Mar e a Calçada do Lorena.
Os monumentos na Serra foram, curiosamente, privatizados com a Eletropaulo pelo governo do estado de São Paulo, em 1995; o Cruzeiro Quinhentista aparentemente ficou fora dessa "privatização cultural", pois se encontra em estado de total abandono, depredado e sofrendo sérios problemas estruturais que podem fazê-lo tombar em pouco tempo, justo ele que, com a remodelação da Avenida 9 de abril em 1976, foi desmontado pedra a pedra e remontado duzentos metros adiante. Dos demais, apenas do Pouso do Paranapiacaba encontra-se razoavelmente protegido, pois abriga um posto de vigilância da EMAE; os demais foram abandonados e correm o risco de desaparecer. A escolha de Washington Luís é explicável pela largura da Estrada, bem mais ampla que a Calçada do Lorena; para corrigir uma eventual falha histórica, ele manda construir um "arco do triunfo" para Lorena – o Padrão do Lorena.
A Lei de 26 de setembro de 1922 (Lei 1871), criava o Distrito de Paz de Cubatão, mas permanecia como um bairro de Santos. Isso daria margem a que, em 28 de fevereiro de 1930, o jornal "Voz de Cubatão", propagasse a ideia da Emancipação Política.
Em 1926, a Estrada Velha da Serra do Mar é a primeira estrada brasileira e sul-americana totalmente pavimentada em concreto de cimento; para comemorar, é construído o Pontilhão da Raiz da Serra e afixadas duas placas comemorativas, que hoje se encontram dentro da área da Refinaria Presidente Bernardes, longe dos olhares populares.
Em 1926, seguindo o Projeto de Billings e de Henry Borden, a Light and Power Company, responsável pelo abastecimento elétrico de São Paulo, constrói uma Usina Hidrelétrica a céu aberto em Cubatão, aproveitando a captadora do Rio das Pedras e a caída da água pela Serra do Mar; o projeto acaba sendo modificado em função dos bombardeios durante a Revolução Constitucionalista de 1932 e a Doutrina de Segurança advinda da Missão Militar Americana, durante a Segunda Grande Guerra; assim, em 1955, é inaugurado um grupo de geradores que forma a Usina Subterrânea. Em homenagem a seu idealizador, a Usina recebe o nome de Henry Borden.
Com o desenvolvimento da região, é construída em 1947 a Via Anchieta, chamada de "orgulho da engenharia rodoviária nacional", a mais moderna das rodovias brasileiras na época; com o crescimento, o fortalecimento comercial e industrial, o bairro começa a perder suas características agrícolas e começa a sonhar com o futuro. Organiza-se em 1948 um grupo de trabalho para lutar pela elevação de Cubatão à categoria de município. O grupo passou à história da cidade como "Os Emancipadores", realizando em 17 de outubro um plebiscito, que culmina com a vitória pró-desmembramento.
Os Emancipadores encontram em Lincoln Feliciano, Deputado Estadual, acolhida para sua pretensão, e pela lei 233, de 24 de dezembro de 1948, Ademar de Barros, Governador, sanciona a pretensão. Em 1 de janeiro de 1949, Cubatão é elevado à categoria de Município, ficando sob a administração interina do Prefeito de Santos e de seu Sub-Prefeito, até que a população de Cubatão eleja seu Prefeito. Em 9 de abril, o vencedor, Armando Cunha, um dos "Emancipadores", é empossado.
Armando Cunha tem uma tarefa complicada, pois embora a cidade já tenha nascido industrializada, os tempos pedem ações rápidas: o nacionalismo do Presidente Getúlio Vargas traz a PETROBRÁS em 1953, com o início da construção da Refinaria Presidente Bernardes de Cubatão; o terreno escolhido pelos engenheiros da Petrobrás é justamente o do Cemitério Municipal, que é retirado e transferido para uma nova área, no antigo Sítio Cafezal. Com a instalação e o início do funcionamento da Refinaria, em 1955, a cidade adquire o status de industrializada, principalmente quando, oito anos depois, se instala a Usina da COSIPA – Companhia Siderúrgica Paulista, dentro da visão desenvolvimentista do Presidente Juscelino Kubitschek de Oliveira e de seu Plano de Metas.
Desde a emancipação, a política da cidade se complica. Diversas correntes, muitas delas de segregação dos migrantes nordestinos que vem para Cubatão, se encontram no seio da política municipal. Não raro, há embates físicos entre políticos e correligionários. Armando Cunha é sucedido pelo conceituado médico Luiz de Camargo da Fonseca e Silva em 1953, mas em 1957 volta à prefeitura. Diversos grupos políticos se formam na cidade, e as opiniões começam a se tornar motivos de discórdias e rixas. Em 1961, em meio a uma disputa recheada de intrigas, Abel Tenório de Oliveira, de origem nordestina, é eleito prefeito. É uma fase de conflitos, que culmina com a morte do vereador Aristides Lopes dos Santos, o Dinho, e a morte do próprio prefeito Abel Tenório; ambos são crimes políticos, e encobertos pelas névoas do tempo e da Revolução de 1964.
Com a morte do prefeito, assume seu vice, José Rodrigues Lopes, que termina seu mandato em 1965, sendo sucedido pelo médico Luis Camargo. Nesta fase, a do endurecimento do Regime Militar iniciado em 1964, o Governo Federal torna Cubatão "Área de Segurança Nacional" com a lei 5449, em vista de seu interesses estratégico industrial, elétrico e de fornecimento hídrico. Começa a fase dos "Interventores".
O primeiro Interventor é o Engenheiro Aurélio Araújo, que governa de 1969 a 1971. Araújo começa uma nova fase na História da cidade, quebrando todos os vínculos com o passado; ele desmobiliza as principais facções políticas e inaugura uma fase de exacerbado paternalismo governamental na área social. Uma de suas ações é modificar totalmente o Brasão da cidade (obra do vereador na primeira Câmara em 1949, Mayr Godoy), substituindo-o por outro brasão evocativo de um desenvolvimento industrial.
Em 1971 é nomeado outro interventor, o também Engenheiro Zadir Castelo Branco, que tem como prioridades à mudança do curso do rio Cubatão, obra necessária pelas constantes enchentes na cidade, a construção de um novo gabinete do prefeito (a célebre "Gaiola de Ouro", na Av. 9 de abril com rua Padre Nivaldo), e de um novo Paço Municipal.
Em 1975, é nomeado novo Interventor: Carlos Frederico Soares Campos, farmacêutico mato-grossense; Campos irá terminar as obras de Zadir, inaugurando o Paço Municipal Piaçaguera, o novo curso do rio; conta-se que a Administração Campos foi das mais brilhantes, em parte pela receita astronômica gerada pelas indústrias; porém, o final dos sete anos de administração Campos são marcados pelo escândalo que ficou conhecido como "mar de lama", que envolvia tanto o primeiro escalão da administração, como a Câmara Municipal: denunciado por um munícipe, e pelo Vereador Roberto Ferreira envolvia Campos, seu secretariado e a Mesa da Câmara.
Em 1982 foi nomeado o advogado José Osvaldo Passarelli como interventor. Nesta fase, a industrialização começa a cobrar seu alto preço ambiental: Cubatão tem uma degeneração violenta e começa o mito do "Vale da Morte"; com o incêndio na Vila Socó, em fevereiro de 1984, a tragédia ganha contornos nacionais e mundiais, pois a explosão dos dutos da Petrobrás, sobre os quais se erguia uma favela que foi pulverizada, pôs a nu os problemas advindos de políticas energéticas não planejadas e de erros.
Uma tragédia incontável, pois nem a prefeitura, nem o governo estadual e nem a Petrobrás conseguiram precisar o número de mortos; num dado momento, ocorrem situações anacrônicas: a Escola João Ramalho é usada como necrotério; o estado doa trezentos caixões; a Prefeitura usa as listas de alunos da Escola de Educação Infantil para verificar quem volta às aulas.
Na sequência vem o desastre da Vila Socó: encravada num polígono entre várias indústrias, nos fundos da Aciaria da COSIPA, a favela da Vila Socó é um exemplo mundial de descaso e humilhação com o ser humano. O clamor mundial começa com as doenças intimamente ligadas à miséria, a pobreza, a falta de saneamento básico, a poluição. Ocorrem as primeiras mortes neonatais por anencefalia, casos até hoje mal explicados. A tragédia da Vila Socó força a Prefeitura a tomar uma atitude, e Passarelli transfere a população para um bairro planejado e construído às margens da interligação Anchieta-Imigrantes, o Bolsão 8 que, em sintonia com a eleição de Tancredo Neves, é batizado Jardim Nova República.
Mas as ações de Passarelli acabam desagradando o Governador Franco Montoro (Passarelli fora nomeado por Paulo Maluf), que o exonera e nomeia, em 6 de fevereiro de 1985, outro interventor: Nei Eduardo Serra, advogado ligado à administração da COSIPA, que assume o governo em meio ao retorno a autonomia municipal, que ocorre através da Emenda Constitucional n. 25, de autoria do Deputado Gastone Righi. Em 15 de novembro, na primeira eleição para Prefeito desde 1964, é eleito o antigo Interventor José Osvaldo Passarelli.
Passarelli e Serra se alternam na Prefeitura entre 1985 e 2000 – Passarelli foi eleito em 1986 e 1992; Serra foi eleito em 1988 e 1996. É fato notório que ambos são adversários políticos, gerando disputas entre seus pupilos – os dois nunca se enfrentaram diretamente numa eleição.
Em 1990, na corrente da nova Constituição de 1988, é aprovada a Lei Orgânica do Município, elaborada pela Câmara Municipal, em vista das particularidades da cidade.
Desde 1985, a Prefeitura e o Governo do estado vem trabalhando num projeto de preservação ambiental, juntamente com a ONU. Cubatão se torna, na década de 1990, "exemplo mundial de recuperação ambiental", com a volta de um símbolo de sua fauna, o guará-vermelho. Em 1993, o Ministério Público ordena o fechamento da Fábrica da Rhodia (do grupo francês Rhone-Poulauc), em vista dos "lixões" tóxicos escavados em Cubatão, São Vicente e Itanhaém. Começa a fase das privatizações: COSIPA e Eletropaulo (Usina Henry Borden) são vendidas a consórcios.
Em 1998 é concluído o Plano Diretor do Município, que atualiza o Código de Obras, abrindo espaço para novos empreendimentos imobiliários na cidade.
Desde o início da década, a crise econômica dos anos 80 vem cobrando um alto custo financeiro: a arrecadação começa a cair. As crises financeiras são agravadas pelas cobranças dos precatórios de dívidas da prefeitura, oriundos em sua maior parte de desapropriações.
Em 2000, é eleito o médico mineiro Clermont Silveira Castor. Popular na cidade, Castor derrota o então prefeito Nei Serra, candidato à reeleição, mas recebe uma prefeitura imersa em dívidas e com graves problemas administrativos, como licenças de funcionários não pagas, um hospital deficitário, um sistema de Previdência com sérios problemas de caixa. Clermont tem um estilo popular de política, e não raro é visto andando nas ruas com seu carro particular; num crime político ainda inexplicado, ele é alvejado no início da noite de 1 de julho de 2001, quando voltava do velório de um Secretário Municipal. Esse crime deixa a cidade em polvorosa (os jornais regionais falavam em volta aos tempos da década de 1960 e relembravam as mortes de Dinho e Abel Tenório); em breve, ocorre um ruidoso rompimento entre o prefeito e seu vice, Alberto de Souza. Clermont acabaria reeleito em 2004 tendo como vice Raimundo Walter Pinheiro.

## Atualidade
Em 2008, é eleita a professora Marcia Rosa de Mendonça Silva (PT), tendo como vice o ex-vereador Arlindo Fagundes Filho. Vereadora nas duas últimas legislaturas, Marcia foi eleita com mais de 40 mil votos, a maior votação da história da cidade, e assumiu a prefeitura no começo de 2009. Marcia acabou reeleita em 2012 ao lado de seu vice Donizete Tavares assumindo no começo do ano seguinte mas deixou a cidade afundada numa crise financeira com fechamento de indústrias, atrasos de salários culminando em várias greves e também enfrentou processos na Justiça Eleitoral que a afastou ao lado do vice do cargo em três vezes, sendo que na última não concluiu o mandato faltando menos de um mês pro fim do mandato. Acabou sucedida interinamente pelo presidente da Câmara Aguinaldo Araújo e posteriormente por Ademário da Silva Oliveira, eleito nas eleições de 2016 ao lado do vice Pedro de Sá.